# Bataille de Brécourt
Insurrections fédéralistes
Batailles
- Brécourt
- Marseille
- Lyon
- Toulon

La bataille de Brécourt a lieu les 13 et 14 juillet 1793, pendant les insurrections fédéralistes. Elle s'achève par la victoire des troupes de la Convention nationale sur les Fédéralistes. Elle marque la fin de la révolte fédéraliste en Normandie et en Bretagne.

## Prélude
Depuis le printemps 1793, la Convention nationale est partagée par la rivalité entre ses deux groupes : les Montagnards et les Girondins. Cette opposition tourne à l’affrontement sans retour lorsque le 2 juin, les Montagnards, sur la pression des sans-culottes parisiens, votent l’arrestation de 29 députés girondins. Ces derniers s’enfuient en province et tentent de la soulever contre la Convention nationale. La plupart des départements se contentent d’envoyer une protestation écrite à Paris pour désapprouver la manœuvre des Montagnards. Seuls le Bordelais, la côte méditerranéenne, le Lyonnais et la Normandie entrent en rébellion. Et encore, ce n’est pas toute la Normandie qui se soulève. Une partie du Calvados (Caen) et de l’Eure (Pont-Audemer, Évreux) s’engagent clairement tandis que le reste de la région tergiverse ou reste attentiste. 
Les Girondins confient au général Georges Félix de Wimpffen, aidé de Joseph de Puisaye, la direction militaire des opérations. Caen est le point de départ de l’expédition, son but étant Paris, accusée d’être soumise aux sans-culottes. Début juillet, l’armée part donc de Caen mais sans Wimpffen qui laisse le commandement à son adjoint le comte de Puisaye. Les Normands sont peu nombreux. L’approche de la moisson explique peut-être le manque de volontaires. L’incorporation de Bretons donne un peu de consistance à la troupe. Direction Évreux où Joseph de Puisaye, en tant qu’ancien commandant de la garde nationale de la ville, dispose de quelques appuis. Le chef-lieu du département de l’Eure passé, la troupe se dirige vers Vernon, ville de 4 500 habitants située sur la Seine, afin de menacer l’approvisionnement de la capitale. Le 13 juillet, Joseph de Puisaye s’arrête dans son château voisin de Ménilles et laisse continuer son armée. Les Vernonnais s’inquiètent de l’avancée des fédéralistes d’autant plus qu’ils disposent de peu de troupes et de matériel pour se défendre. Avant l’assaut, les fédéralistes décident de faire un arrêt au château de Brécourt, à 8 km de Vernon.

## Déroulement

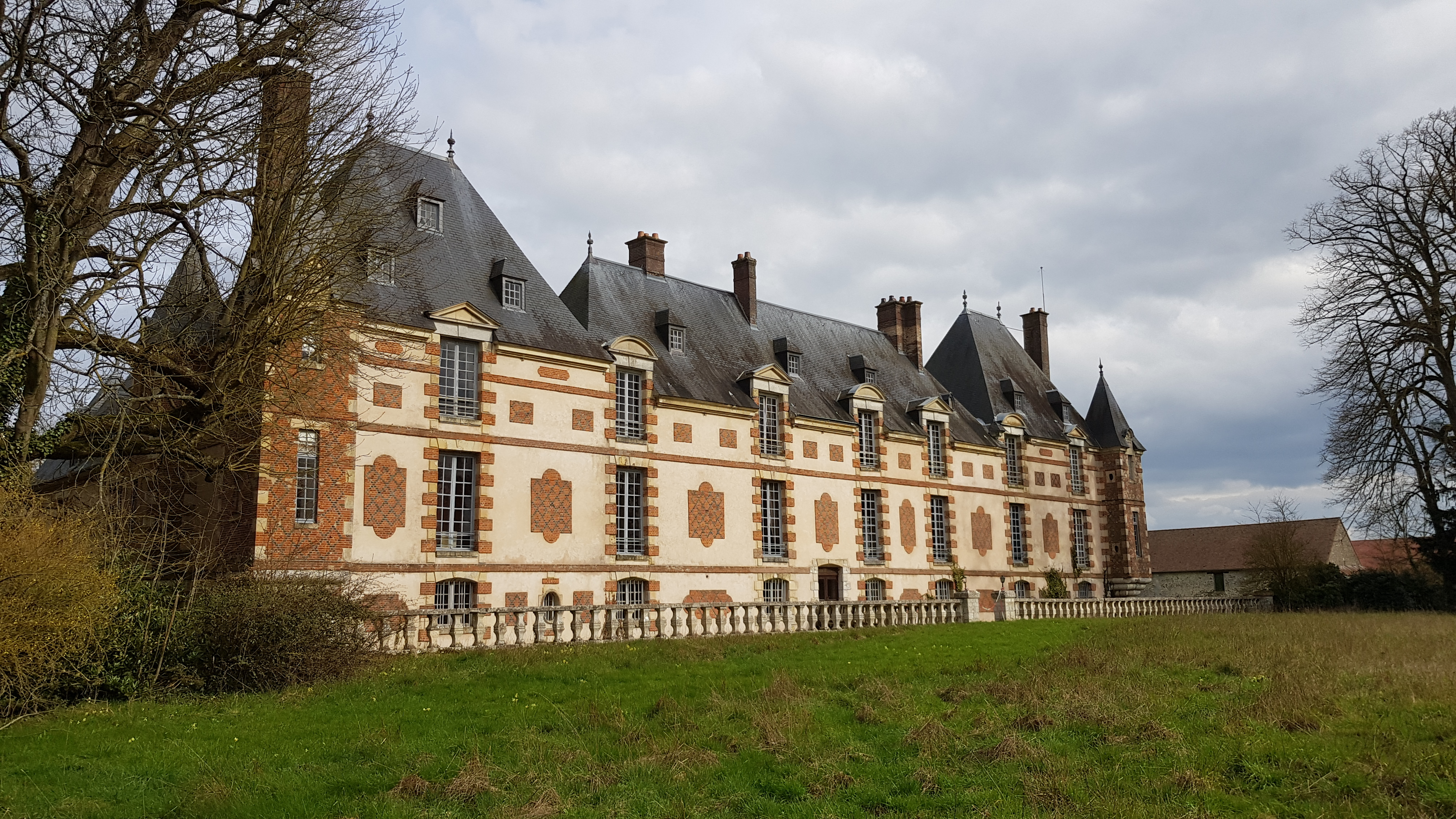
Vue en 2018 du château de Brécourt.

Les heures passent et les Vernonnais ne voient toujours pas l’ennemi arriver. Ils se portent alors à sa rencontre. Arrivés au château de Brécourt, ils font parler leur artillerie. Le coup de tonnerre sème la panique chez les fédéralistes, surpris. C’est le sauve-qui-peut. Le repli s’organise sur Évreux puis sur Lisieux.
Les historiens se sont étonnés de voir la rapidité de la déroute fédéraliste. D’autant plus que les Vernonnais n’attaquèrent qu’avec de modestes forces. Leur artillerie se résumait à deux pierriers. On a supposé que l’armée de Joseph de Puisaye était alanguie par la boisson, après avoir pillé les caves du château de Brécourt. À défaut de cadavres humains, s’amuse l’historien Michel de Decker, le champ de bataille fut sûrement jalonné de cadavres de bouteilles vides.
Le lendemain 14 juillet, les troupes de la Convention entre dans Pacy-sur-Eure, qui est abandonnée le 15, puis réoccupée le 16. L'armée fédéraliste se retire sur Bayeux.

## Pertes
D'après quelques historiens, le combat de Brécourt aurait été surnommé la « bataille sans larmes » car elle n'aurait causé ni mort ni blessé. Cependant dans une lettre écrite le 15 juillet 1793 pour le ministre de la guerre, le général Louis François Peyre, adjoint de l'état-major, fait état d'une perte d'un homme pour les « républicains » et de huit pour les « rebelles »,

## Conséquences
La bataille de Brécourt signifie l’échec de la révolte fédéraliste en Normandie. Les vaincus se dispersent. Certains, tel Joseph de Puisaye, entrent dans la clandestinité, d’autres comme le baron de Wimpffen se retirent dans leur propriété, des soldats rejoignent même l’armée des Conventionnels. Celle-ci pénètre dans une Normandie déjà tranquille. Elle ne se heurte à aucune résistance. La facilité de la campagne militaire révèle la quasi-absence de soutien populaire au mouvement fédéraliste en Normandie. En conséquence, le 2 août 1793, le cœur de la révolte, Caen, ouvre ses portes. Dans les mois suivants, on procède à l’épuration des sociétés populaires et des administrations locales. D’une manière générale, la reprise en main de la province témoigne de modération, la faute de la révolte étant rejetée sur les députés girondins.